# 2. Badminton-Bundesliga
Die 2. Badminton-Bundesliga ist die zweithöchste deutsche Spielklasse in der Sportart Badminton unter dem Dachverband des DBV. Sie ist seit der Saison 1993/94 in zwei Staffeln unterteilt (Nord und Süd), in der jeweils acht Teams gegeneinander antreten. Die beiden Meister der 2. Bundesligen spielen um einen Aufstiegsplatz in die 1. Badminton-Bundesliga. Die beiden letztplatzierten Vereine steigen in die Regionalliga ab.

## Meister der viergleisigen 2. Bundesliga
| Saison    | Aufsteiger in 1. BL         | Sieger Nord                 | Sieger West    | Sieger Südwest   | Sieger Süd          | Sieger Ost     |
| --------- | --------------------------- | --------------------------- | -------------- | ---------------- | ------------------- | -------------- |
| 1988/1989 | Bottroper BG                | BC Eintracht Südring Berlin | Bottroper BG   | SSV Heiligenwald | VfB Friedrichshafen | -              |
| 1989/1990 | 1. BV Mülheim               | BC Eintracht Südring Berlin | 1. BV Mülheim  | TG Hanau         | PTSV Rosenheim      | -              |
| 1990/1991 | BC Eintracht Südring Berlin | BC Eintracht Südring Berlin | Bottroper BG   | VfN Hattersheim  | VfB Friedrichshafen | BSV Greifswald |
| 1991/1992 | OSC Düsseldorf              | VfL 93 Hamburg              | OSC Düsseldorf | VfN Hattersheim  | VfB Friedrichshafen | -              |
| 1992/1993 | VfL 93 Hamburg              | VfL 93 Hamburg              | Ohligser TV    | SV Unkel         | VfB Friedrichshafen | -              |

## Meister, Aufsteiger und Absteiger seit Zweigleisigkeit 1993
| Saison    | Aufsteiger in 1. BL                             | Sieger Nord                   | Sieger Süd                | Absteiger Nord                           | Absteiger Süd                                         | Aufsteiger in die 2. Liga Nord                     | Aufsteiger in die 2. Liga Süd                      |
| --------- | ----------------------------------------------- | ----------------------------- | ------------------------- | ---------------------------------------- | ----------------------------------------------------- | -------------------------------------------------- | -------------------------------------------------- |
| 1993/1994 | BC Eintracht Südring Berlin                     | BC Eintracht Südring Berlin   | TSV Neuhausen-Nymphenburg | BV Wesel Rot-Weiss BC Comet Braunschweig | VfB Linz ESV Neuaubing 1. BV Maintal                  |                                                    |                                                    |
| 1994/1995 | VfB Friedrichshafen                             | Bottroper BG                  | VfB Friedrichshafen       | TSV Glinde Polizei SV Bremen             | SV Unkel                                              |                                                    |                                                    |
| 1995/1996 | Bottroper BG BV Gifhorn PSV Grün-Weiß Wiesbaden | Bottroper BG                  | PSV Grün-Weiß Wiesbaden   | BSV Greifswald                           | SSV Heiligenwald SG Neckarau/Wiesloch                 |                                                    |                                                    |
| 1996/1997 | SG Anspach                                      | 1. BV Mülheim                 | SG Anspach                | BC Phönix Bonn SC Union 08 Lüdinghausen  | TV 1848 Erlangen                                      |                                                    |                                                    |
| 1997/1998 | Berliner SC                                     | Berliner SC                   | TuS Wiebelskirchen 2      | BV Gifhorn                               | TSG Augsburg 85 SV Fortuna Regensburg 2 1. BV Maintal |                                                    |                                                    |
| 1998/1999 | 1. BC Beuel VfB Friedrichshafen                 | 1. BC Beuel                   | VfB Friedrichshafen       | TV Witzhelden                            | TSV Blau-Weiß Röhrsdorf PSV Grün-Weiß Wiesbaden 2     |                                                    |                                                    |
| 1999/2000 | RTV/PSV Remscheid SG Anspach                    | RTV/PSV Remscheid             | SG Anspach                | VfL Berliner Lehrer                      | SV Fortuna Regensburg 2 SG Robur Zittau               |                                                    |                                                    |
| 2000/2001 | BV Wesel Rot-Weiss                              | BV Wesel Rot-Weiss            | 1. BC Bischmisheim        | BW Wittorf                               | KSV Baunatal SSV Waghäusel                            |                                                    |                                                    |
| 2001/2002 | SC Union 08 Lüdinghausen PSV Ludwigshafen       | SC Union 08 Lüdinghausen      | PSV Ludwigshafen          | Ohligser TV VfL Lüneburg                 | SG Anspach 2 SG Robur Zittau                          |                                                    |                                                    |
| 2002/2003 | SG EBT Berlin 1. BC Bischmisheim                | SG EBT Berlin                 | 1. BC Bischmisheim        | TuS Gildehaus Bottroper BG               | BSG Unkel / Linz                                      |                                                    |                                                    |
| 2003/2004 | VfL 93 Hamburg                                  | BVH Dorsten                   | SG Anspach                | BV Gifhorn                               | 1. BC Bischmisheim II 1. BCW Hütschenhausen           | VfB Lübeck Bottroper BG                            | BSG Unkel-Linz SSV Waghäusel                       |
| 2004/2005 | SV Fortuna Regensburg                           | VfL Lüneburg                  | SV Fortuna Regensburg     | BVH Dorsten Ohligser TV                  | BSG Unkel-Linz                                        | BV Gifhorn SC Union 08 Lüdinghausen II             | Bspfr. Neusatz-Bad Herrenalb 1. BC Bischmisheim II |
| 2005/2006 | TSV Neubiberg-Ottobrunn                         | BV Gifhorn                    | TSV Neubiberg-Ottobrunn   | VfL Lüneburg SC Union 08 Lüdinghausen II | Bspfr. Neusatz-Bad Herrenalb SG Robur Zittau          | SG EBT Berlin II TV Refrath VfL Maschen            | SV GutsMuths Jena PTSV Rosenheim TV Wehen          |
| 2006/2007 | VfB Friedrichshafen VfL 93 Hamburg              | VfL 93 Hamburg                | VfB Friedrichshafen       | BV Wesel Rot-Weiss                       | SV GutsMuths Jena SSV Waghäusel                       | BVH Dorsten                                        | 1. BCW Hütschenhausen SG Robur Zittau              |
| 2007/2008 | BV Gifhorn                                      | BV Gifhorn                    | TSV Neubiberg-Ottobrunn   | SSW Hamburg                              | TV Wehen 1. BCW Hütschenhausen                        | BV Wesel Rot-Weiss BC Eintracht Südring Berlin     | SV Fischbach 1959 SG Post/Süd Regensburg           |
| 2008/2009 | TV Refrath                                      | TV Refrath                    | SG Anspach                | BC Eintracht Südring Berlin              | SG Post/Süd Regensburg SG Robur Zittau                | 1. BC Düren BV Gifhorn II TSV Trittau              | TG Hanau 1. BC Viernheim                           |
| 2009/2010 | PTSV Rosenheim                                  | 1. BV Mülheim                 | PTSV Rosenheim            | BV Gifhorn II BVH Dorsten                | TG Hanau                                              | BC Eintracht Südring Berlin STC Blau-Weiß Solingen | TV Wehen SG Schorndorf                             |
| 2010/2011 | 1. BV Mülheim SG Anspach                        | 1. BV Mülheim                 | SG Anspach                | VfL Maschen                              | 1. BC Viernheim                                       | SG EBT Berlin II BC Hohenlimburg                   | SV Fun-Ball Dortelweil SG Robur Zittau             |
| 2011/2012 | 1. BC Düren SV Fischbach 1959                   | 1. BC Düren                   | SV Fischbach 1959         | SG EBT Berlin II                         | SG Schorndorf SG Robur Zittau                         |                                                    |                                                    |
| 2012/2013 | TSV Trittau SV Fun-Ball Dortelweil              | TSV Trittau                   | SV Fun-Ball Dortelweil    | BC Hohenlimburg Horner TV                | TG Hanau TV Wehen                                     |                                                    |                                                    |
| 2013/2014 | BV Wesel Rot-Weiss TSV Neuhausen-Nymphenburg    | TV Refrath 2                  | TSV Neuhausen-Nymphenburg |                                          |                                                       |                                                    |                                                    |
| 2014/2015 | SG Anspach                                      | FC Langenfeld                 | 1. BC Bischmisheim 2      |                                          |                                                       |                                                    |                                                    |
| 2015/2016 | TSV 1906 Freystadt FC Langenfeld                | FC Langenfeld                 | 1. BC Bischmisheim 2      |                                          |                                                       |                                                    |                                                    |
| 2016/2017 | 1. BC Wipperfeld SV Fun-Ball Dortelweil         | 1. BC Wipperfeld              | SV Fun-Ball Dortelweil    |                                          |                                                       |                                                    |                                                    |
| 2017/2018 | Blau-Weiss Wittorf Neumünster                   | Blau-Weiss Wittorf Neumünster | 1. BC Bischmisheim 2      |                                          |                                                       |                                                    |                                                    |
| 2018/2019 | TSV Neuhausen-Nymphenburg                       | BC Hohenlimburg               | TSV Neuhausen-Nymphenburg |                                          |                                                       | BC Offenburg TV Hofheim BC Remagen                 |                                                    |
| 2019/2020 | SV GutsMuths Jena SG Schorndorf                 | BV Wesel Rot-Weiss            | 1. BC Bischmisheim 2      |                                          |                                                       |                                                    |                                                    |
| 2020/2021 | SV Fun-Ball Dortelweil                          | TSV Trittau 2                 | SV Fun-Ball Dortelweil    |                                          |                                                       |                                                    |                                                    |
| 2021/2022 | BC Offenburg                                    | TV Refrath 2                  | TV Hofheim                |                                          |                                                       |                                                    |                                                    |
| 2022/2023 |                                                 | TSV Trittau                   | 1. BV Maintal 1978        |                                          |                                                       |                                                    |                                                    |